# 26661 Kempelen
26661 Kempelen è un asteroide della fascia principale. Scoperto nel 2000, presenta un'orbita caratterizzata da un semiasse maggiore pari a 2,2750911 UA e da un'eccentricità di 0,0332631, inclinata di 6,75966° rispetto all'eclittica.